# ジャパンタローズ

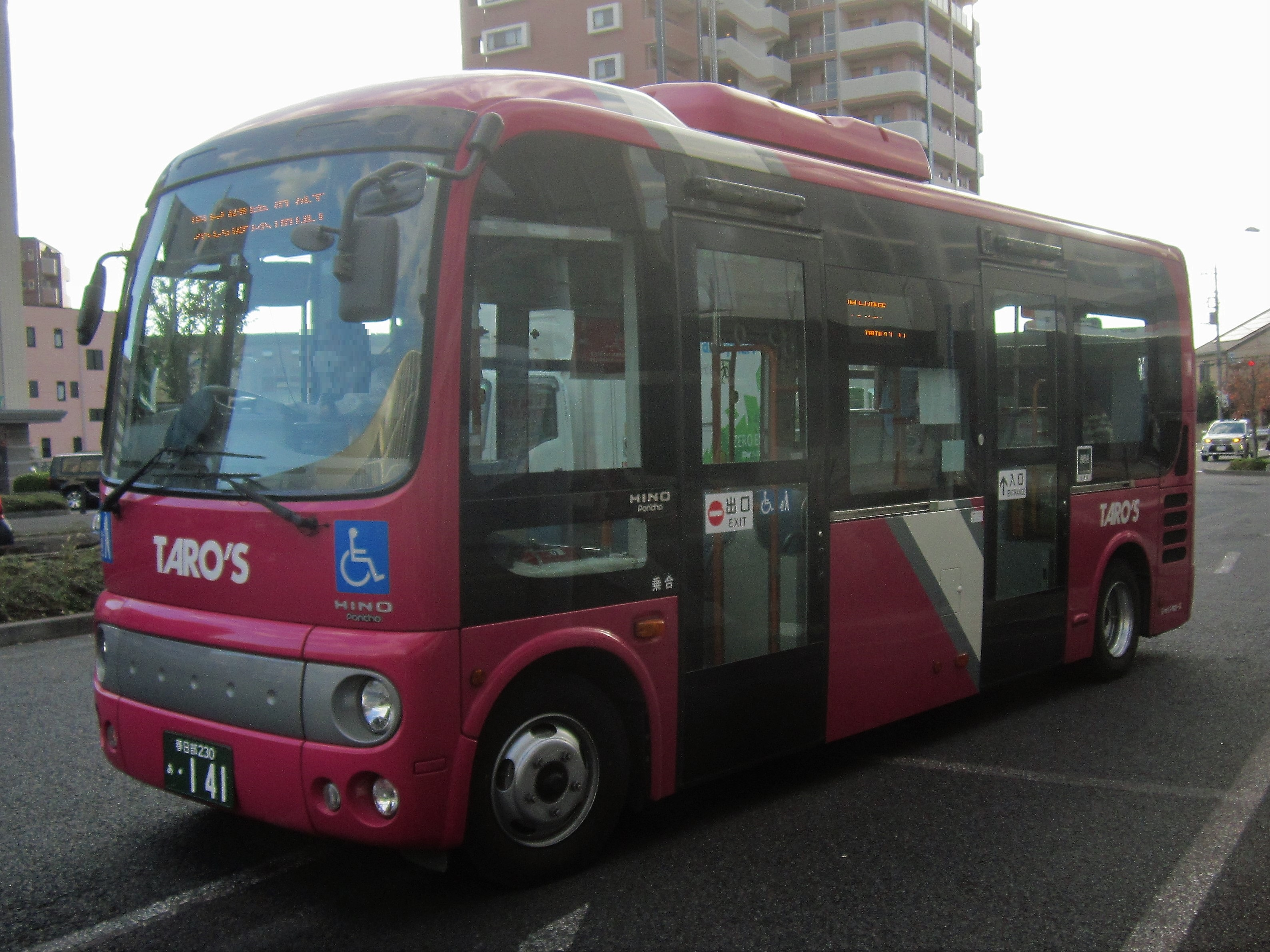
ジャパンタローズの小型ノンステップバス
日野・ポンチョ
越谷駅前にて（2020年11月）

ジャパンタローズ（英文社名：Japan Taro's of conveyance Corporation）は、埼玉県北葛飾郡松伏町に本社を置くバス事業者。愛称は「タローズバス」で公式にも使用される。丸和運輸機関の完全子会社である。社名と愛称の「タローズ」は親会社である丸和運輸機関の「桃太郎便」に由来する。
路線バスは埼玉県の東南部を運行エリアとし、乗り入れる自治体は本社所在地の松伏町をはじめ、吉川市、越谷市である。かつてはさいたま市にも乗り入れていた。主なターミナルは吉川駅、南越谷駅、越谷駅、越谷レイクタウン駅。
埼玉県バス協会会員。

## 概要
既存の乗合バス事業者が乗り入れず、これまでバス路線がない、または大型バスではまかなえない地点間を、物流業の経験を活かしたルートを設定し、中型・小型バスを運行している。運転手を「サービスマン」と呼び、乗客に「いらっしゃいませ」と挨拶するなど乗務員の接遇教育にも力を入れ「市民に便利な親切なバス」をモットーとする。
バス営業所は松伏町の本社営業所のみで、最寄りバス停留所は「タローズ本社前」。所属車両のナンバープレートは春日部ナンバーとなる。
埼玉県企業局が1997年、吉川市と松伏町にまたがる大規模工業団地「吉松工業団地」（現：東埼玉テクノポリス）を造成するにあたり、用地が鉄道駅から遠いため、既存の乗合バス事業者に路線開設を打診した。ところが1990年代後半は県内でもバス路線の撤退や縮小が相次いでいた時期であり、地域のバス事業者も路線を開設する余裕がなかったため断られてしまう。そのため、東埼玉テクノポリスへの入居が決まっていた丸和運輸機関にシャトルバスの運行を依頼し、同社も地域への社会貢献という観点からこれを受け、シャトルバス運行のためジャパンタローズを設立した。
翌1998年には特定バス事業の認可を得て、東埼玉テクノポリスの稼働開始と同時に、同年5月から吉川駅と東埼玉テクノポリスを結ぶ従業員輸送シャトルバスを運行開始した。同1998年12月、県道67号のバイパス部分に大落古利根川の「ふれあい橋」が開通した。この橋を渡り南下する短絡ルートで、鉄道路線のない松伏町とJR武蔵野線南越谷駅を結ぶバス路線の開通を考え、行政が既存の乗合バス事業者に打診したものの、採算面からやはり断られてしまう。そこでジャパンタローズに運行を依頼したが、当時の乗合バス事業は免許制で、新規事業者の参入はハードルが高かった。ジャパンタローズは2000年の規制緩和を待って貸切バス事業の認可を取得し、2002年12月には乗合バス事業の認可を取得した。
2000年の運行開始当初は当初は小型バス4台でスタートしたが、松伏町から南越谷駅まで最短で結ぶバス路線だったこともあり、開業当初から乗客が増えて積み残しも発生した。そのため2002年には中型バスを4台増車し、乗合バス事業認可を受けて2003年には南越谷線を3系統に増やした。その後も路線と車両を増やしている。2011年からは貸切バス事業も開始した。
乗車券類は定期券、専用回数券があり、タローズバス本社のほか、丸和運輸機関、沿線の商店で取り扱っている。PASMO・Suica等の交通系ICカードは導入していない（バス共通カードも利用できなかった）。

## 沿革
- 1973年（昭和48年）8月：埼玉県北葛飾郡吉川町（現：吉川市）に丸和運輸機関を設立。
- 1997年（平成9年）1月20日：ジャパンタローズ設立[13][14]。
- 1998年（平成10年）5月：特定旅客自動車運送事業認可[6]。吉川駅 - 吉松工業団地で従業員輸送シャトルバス運行開始（特定輸送）[6]。
- 2000年（平成12年）
  - 10月1日：一般貸切旅客自動車運送事業認可[6]。松伏町コミュニティバス「松伏町循環バス」運行開始[6]。
  - 11月14日：松伏町の要請により、同社初のバス路線の原型となる吉松工業団地（旭地区センター） - 新越谷東口間を特定輸送で運行開始。「吉松工業団地」を「東埼玉テクノポリス」、「新越谷駅東口」を「南越谷駅南口」に停留所名を改称。
- 2002年（平成14年）12月：一般乗合旅客自動車運送事業認可[6]。
- 2003年（平成15年）
  - 3月：松伏町循環バスの運行を終了[6]。
  - 4月：南越谷線を3系統に増やす[6]。これに伴い中型車を3台増車[6]。南越谷駅南口 - 松伏高校前 - 東埼玉テクノポリス間、南越谷駅南口 - 松伏町役場前 - 松伏バスターミナル間を一般乗合路線として開業。同時に特定輸送だった南越谷駅南口 - 松伏ショッピングセンター - 東埼玉テクノポリス間も一般乗合路線に変更。
- 2004年（平成16年）
  - 10月1日：越谷市の要請により、越谷駅西口 - 県民健康福祉村間の廃止路線（東武バス→朝日自動車）を肩代わりする[6]。
- 2006年（平成18年）
  - 丸和運輸機関が浦和レッドダイヤモンズのオフィシャルパートナー（スポンサー）となる[15]。
  - 4月1日：吉川駅 - 東埼玉テクノポリスのシャトルバス（特定輸送）を一般乗合路線へ変更[10]。吉川線を2系統とする[6]。
  - 4月：丸和運輸機関が本社を東埼玉テクノポリス内の現在地へ移転[4]。同時にジャパンタローズは本社を松伏町へ移転[6]。
  - 11月24日：浦和美園線の運行を開始[10][16]。当初は越谷駅西口 - 埼玉スタジアム間も運行されていた[9][16]。初の自社開拓路線としてさいたま市内へ乗り入れ開始[6]。
- 2008年（平成20年）
  - 3月：ジャパンタローズの全株式を、丸和運輸機関が株式交換により取得し完全子会社化[4]。
  - 4月8日：越谷レイクタウン線の運行を開始[10]。
  - 12月：丸和運輸機関の連結子会社である株式会社関西丸和ロジスティクスがバス事業を開始[4]、京都府綾部市にバス事業所を開設（2015年4月に綾部事業所へ統合）[17]。京丹タクシー株式会社（福知山市）から引き継ぎ[18]、綾部市コミュニティバス「あやべ市民バス」を運行受託[4][19][注釈 1]。
- 2011年（平成23年）
  - 4月18日：せんげん台線の運行を開始[10]。
  - 8月1日：貸切バス事業を開始[10]。
- 2014年（平成26年）8月30日 - 9月28日：期間限定で北千住駅 - レイクタウンアウトレット（イオンレイクタウン）間の無料送迎バスを運行。車両は貸切車の日野・セレガ（春日部200い1000）を使用。
- 2015年（平成27年）
  - 10月1日：大杉公園通り線の運行を開始。
  - 11月17日：越谷レイクタウン駅 - イオンレイクタウン間の無料送迎バスを運行していたバス・タクシー事業者の大さがみ交通株式会社（おおさがみこうつう）[注釈 2]が同日付で破産手続開始決定を受ける。これにより無料送迎バスの運行が中断する。
- 2016年（平成28年）
  - 2月：大さがみ交通から引き継ぐ形で、ジャパンタローズが越谷レイクタウン駅 - イオンレイクタウン間の無料送迎バスを暫定的に運行開始。この時点では自社の貸切車（日野・セレガ）を使用していた。
  - 5月1日：大さがみ交通から専用車のイオンレイクタウンラッピングの日野・ブルーリボンシティハイブリッド（特定車）が移籍し、ジャパンタローズが本格的に越谷レイクタウン駅 - イオンレイクタウン間の無料送迎バスを引き継ぐ。
- 2017年（平成29年）4月10日：上間久里循環線の運行を開始。
- 2017年（平成29年）4月17日：吉川線の県道三郷松伏線内のバス停「下新堀」～「下内川」間に、バス停「船渡内」を新設。
- 2018年（平成30年）
  - 1月22日：越谷線でダイヤ改正を実施、日曜ダイヤを運行休止。
  - 7月1日：浦和美園線・せんげん台線・大杉公園通り線・上間久里循環線を休止[10][22][23][24]。
  - 8月27日：越谷線の日曜ダイヤを運行再開。
- 2019年（令和元年）

  - 10月1日：消費税率引き上げに伴い全路線で運賃を改定[10]。
- 2021年（令和3年）4月21日：南越谷線・越谷レイクタウン線でダイヤ改正（減便）を実施[10]。
- 2022年（令和4年）10月1日：吉川線でダイヤ改正（減便）を実施[10]。各路線で「電子時刻表[注釈 3]」を順次導入開始[10]。
- 2023年（令和5年）
  - 7月22日：越谷線でダイヤ改正を実施、乗務員不足により土曜ダイヤを減便、日曜休日ダイヤを再度休止[10]。
  - 10月1日：南越谷線・越谷レイクタウン線で再度ダイヤ改正（減便）を実施[10]。
- 2025年（令和7年）
  - 3月6日：玉葉橋付近の県道三郷松伏線の付け替えに伴い「玉葉橋下バス停」が新道上に移設され、上り下りともに13時以降の発着より共用を開始した。
- 2025年（令和7年）
  - 4月1日：路線バスの一部区間で運賃を改訂。それに伴い、深夜バスの乗車に必要な深夜料金も同時に改訂。

## 現行路線

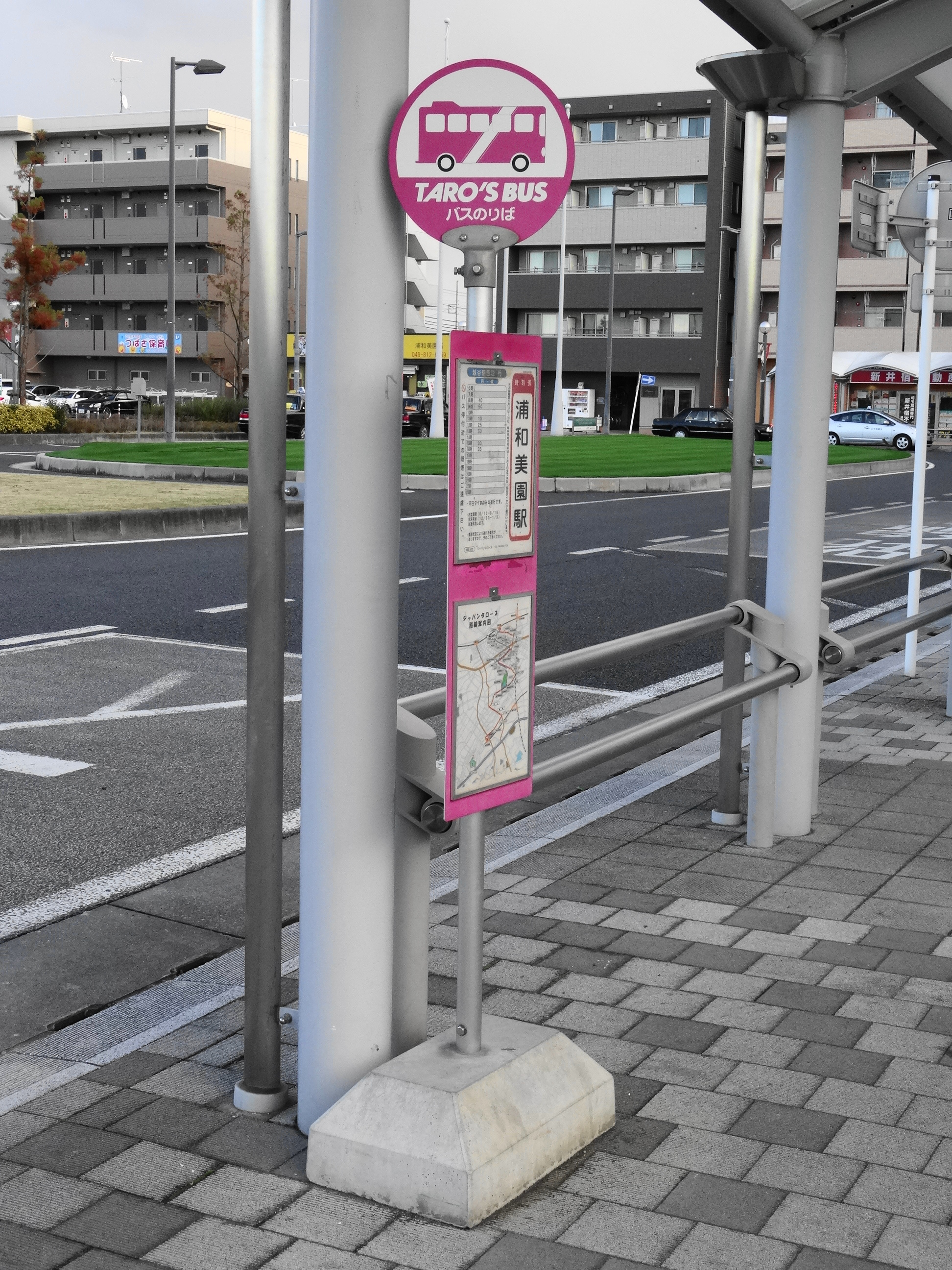
路線バスの停留所（浦和美園駅）
停留所ポールもピンクに統一されている

南越谷線では、23時以降に南越谷駅南口を発車するバス（＝終バス、2023年10月1日ダイヤ改正時点で毎日23時20分発）は深夜バス扱いとなり、運賃が通常運賃の5割増（5円の端数は10円単位に切り上げ）となる。ただ、終バスの1本前の便は南越谷駅南口発が22時58分（日祝日は22時40分）に設定されており、この便までは通常運賃で利用できる。

### 南越谷線
系統1：南越谷駅南口 - 越谷警察前 - 越谷市立病院 - 総合体育館前 - 松伏ニュータウンショッピングセンター - 松伏消防署前 - 東埼玉テクノポリス（旭地区センター）（- タローズ本社前）
系統2：南越谷駅南口 - 越谷警察前 - 越谷市立病院 - 総合体育館前 - 松伏町多世代交流学習館前 - 松伏高校前 - 東埼玉テクノポリス
系統3：南越谷駅南口 - 越谷警察前 - 越谷市立病院 - 総合体育館前（- 増林公園〈越谷市斎場〉） - 前波 - 松伏町役場 - 松伏小学校前 - 松伏ターミナル
（臨時）:南越谷駅南口 - (直行) - 総合体育館前　※越谷市立総合体育館などのイベント開催時に臨時運行されることがある

### 吉川線
系統1：吉川駅北口 - 川野橋 - 旭小学校入口 - 東埼玉テクノポリス北
系統2：吉川駅北口 - 川野橋 - 八子新田 - 東埼玉テクノポリス北 - 旭公園球場南

### 越谷線
越谷駅西口 - 赤山町1丁目（旧・農協本店前） - 越谷総合技術高校前 - 越谷誠和病院前 - 県民健康福祉村入口 - 越谷西特別支援学校入口 - 県民健康福祉村

### 越谷レイクタウン線
越谷レイクタウン駅北口 - イオンレイクタウン - 南埼玉病院前 - 越谷東高校入口 - 法務局前 - 総合体育館前 - 松伏ニュータウンショッピングセンター - 松伏消防署前 - タローズ本社前
（臨時）:越谷レイクタウン駅北口 → (直行) → 総合体育館前　※越谷市立総合体育館などのイベント開催時に、総合体育館前行きのみ臨時運行されることがある

## 休廃止路線
浦和美園線は当初は25往復運行していたが、沿線宅地開発が進まず乗客数が伸び悩み、休止時点では1.5往復まで減らされていた。
せんげん台駅発着系統は、沿線住民の署名活動などによりせんげん台駅線を開設したが乗客数は伸び悩み、大杉公園通り線や区間を短縮した上間久里循環線を運行するなど改善に努めたが好転しなかった。
各系統とも2018年（平成30年）7月1日付で休止。

### 浦和美園線
浦和美園駅 - ウイングシティ南 - 越谷西特別支援学校前 - 県民健康福祉村入口 - 越谷総合技術高校前 - 越谷税務署前 - 越谷駅西口

### せんげん台線（市立病院線）
せんげん台駅東口 - 越谷北高校前 - ふれあい広場前 - 上間久里東自治会館入口 - 下間久里 - 中央中学校前 - 市立図書館入口 - 越谷市立病院

### 大杉公園通り線
せんげん台駅東口 - 上間久里南自治会館 - 上間久里東自治会館入口 - 越谷特別支援学校入口 - 大杉 - 松伏 - 松伏ニュータウンショッピングセンター - 松伏消防署前 - 東埼玉テクノポリス（旭地区センター）

### 上間久里循環線
せんげん台駅東口→ふれあい広場前→上間久里南自治会館→せんげん台駅東口

## コミュニティバス

### 松伏町循環バス
一般貸切旅客自動車運送事業認可を受け、2000年（平成12年）10月1日運行開始。松伏町が所有する自家用バスを使用してコミュニティバスの運行業務を受託する形態をとっていた。2003年（平成15年）3月をもって運行終了した。
松伏町役場を起終点として、赤コース・緑コースの2コースの循環系統を運行していた。車両は小型ノンステップバスの日野・レインボーHR（7m車）を使用していた。

#### 車両
2000年10月に運行開始した松伏町循環バスでは、専用車として赤白ツートンカラーに松伏町のゆるキャラ「マップー」が描かれたレインボーHRを使用していたが、これは松伏町が所有する自家用バス（白ナンバー）であった。同年11月に松伏町の要請により運行開始した一般路線バス（ただしこの時点では貸切免許による運行）の際には車種を統一し、同型同年式の車両を4台導入した。その後、松伏町循環バスが運行終了したため、コミュニティバス専用車はジャパンタローズに移籍して塗装変更の上、一般路線車として使用された。この際に事業用自動車（緑ナンバー）として登録変更し、希望ナンバーを取得して数字を揃えた。松伏町からの譲渡車は定員37名、自社発注車は定員35名で、車椅子ステッカーの位置など微妙に仕様が異なる。

## 貸切バス
2011年（平成23年）8月1日より貸切バス事業を開始した。

## 車両

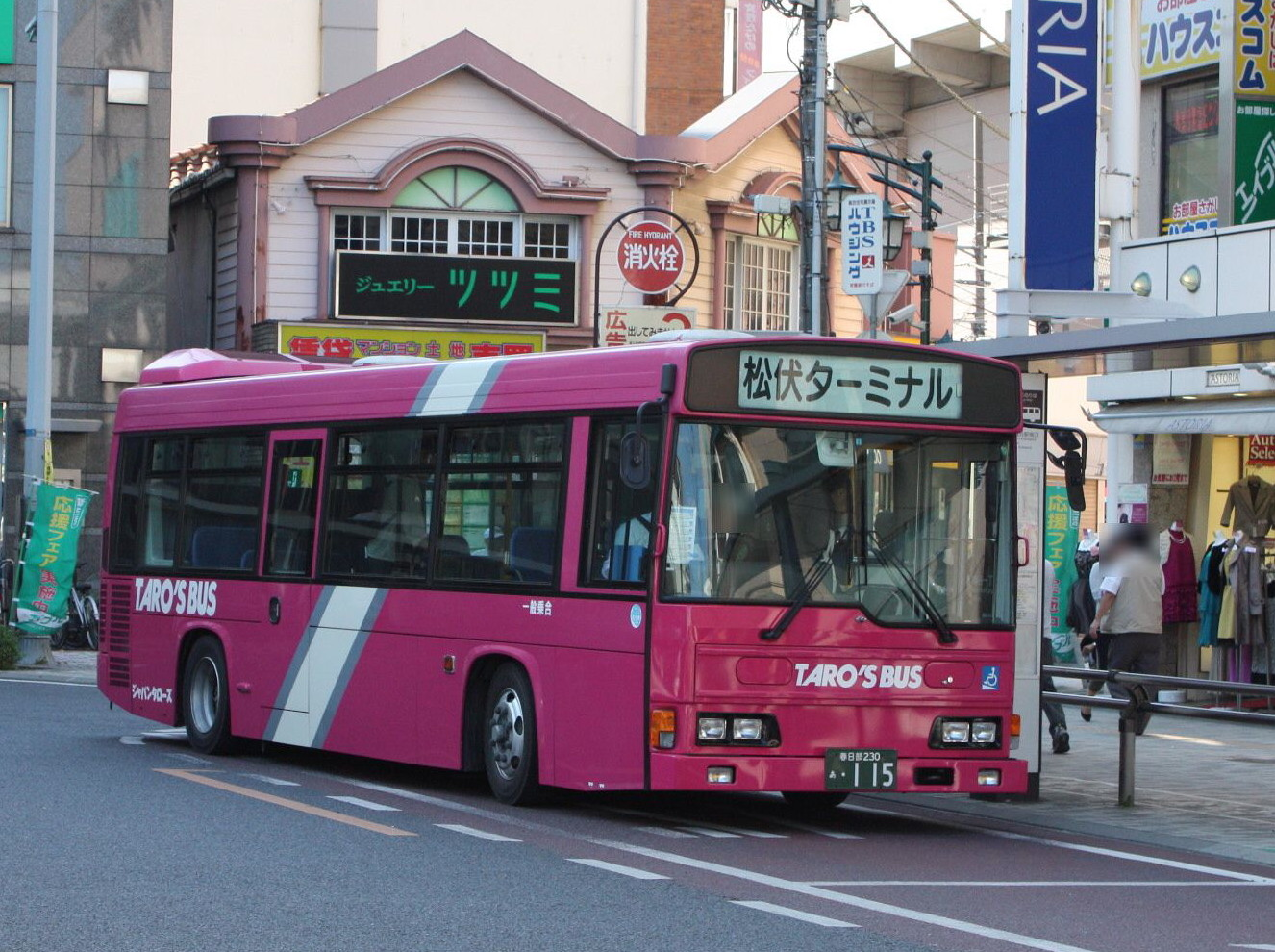
路線バス車両
日野・レインボーHR (9m車)
KK-HR1JKEE、2003年式

路線バス車両は、2007年10月31日時点で19台、2012年3月31日時点で25台保有している。路線車は中型・小型ノンステップバスである。2003年からは希望ナンバーで導入している。
バスのボディカラーは「桃太郎」にちなみピンクで、車体前面・側面・後面に白い「TARO'S」のロゴ、側面に白とグレーのストライプが入る。車体に社番は表記されていない。
当初は日野自動車製の車両を導入していた。2000年式の日野・レインボーHR（7m車、KK-HR1JEEE、2000年式）が5台在籍し、定員37名の車両が1台（春日部230あ111）、定員35名の車両が4台（春日部200か108～110、114）存在する。しかし小型車では積み残しが発生したため、乗合免許取得後の2003年4月、中型車の日野・レインボーHR（9m車、KK-HR1JKEE、2003年式）を4台増車した（春日部230あ115～118）。
翌年からは三菱ふそう製の車両に切り替え、2004年にエアロミディMJノンステップ（KK-MJ27HL、2004年式）を4台導入（春日部230あ120～123）。2006年にはエアロミディMK（PA-MK27FH、2006年式）を5台（春日部230あ124～128）、2007年にもエアロミディMK（PA-MK27FH、2007年式）を1台導入した（春日部230あ129）。
2006年の浦和美園線開業に際しては、浦和レッドダイヤモンズ（浦和レッズ）カラーの車両が用意された。2006年式（春日部230あ127）と2007年式（春日部230あ129）のエアロミディMKで、車体色は浦和レッズのチームカラーである赤、車体側面には浦和レッズのロゴとマスコット、後面にはエンブレムが描かれている。これは丸和運輸機関が2006年から浦和レッズのオフィシャルパートナーとなった縁から、丸和運輸機関側からサポートの一環としてデザインを依頼したもので、浦和レッズなど三菱グループ関連企業によるバス広告ではない。2006年10月7日に埼玉スタジアム2002でのお披露目を経て浦和美園線の運用に就いた。
その後はエアロミディの生産終了により、三菱ふそう製バスのラインナップから中型・小型車が消滅したため日野車に戻り、日野・レインボーII、日野・ポンチョを導入している。2020年にはレインボー（2KG-KR290J4）を導入した。
貸切バス車両は、中型観光バスの日野・セレガ、マイクロバスの日野・リエッセIIを保有する。